# Mochokus brevis
Mochokus brevis es una especie de peces de la familia Mochokidae en el orden de los Siluriformes.

## Morfología
• Los machos pueden llegar alcanzar los 3,1 cm de longitud total.

## Reproducción
Es ovíparo.

## Hábitat
Es un pez de agua dulce y de clima tropical (22 °C-28 °C).

## Distribución geográfica
Se encuentran en África:  cuencas del río Nilo del lago Chad.